# Compsoptera caesaraugustanus
Compsoptera caesaraugustanus is een vlinder uit de familie spanners (Geometridae). De wetenschappelijke naam is voor het eerst geldig gepubliceerd in 1995 door Redondo.
De soort komt voor in Europa.